# 모리스재섭곶

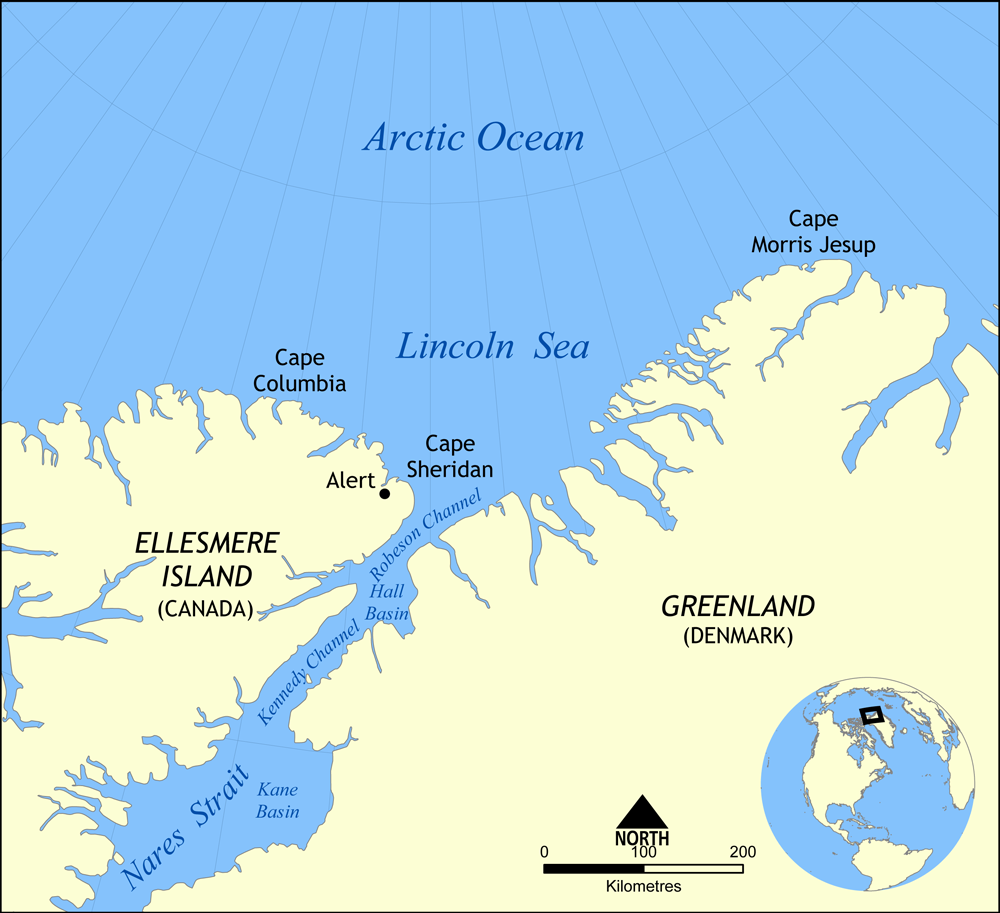
모리스재섭곶과 링컨해

모리스재섭곶(영어: Cape Morris Jesup)은 그린란드 본섬의 최북단으로 북위 83° 37′ 39″ 서경 32° 39′ 52″ / 북위 83.62750°  서경 32.66444° 에 위치한다. 북극점으로부터 709.39km 떨어져 있고, 북극권으로부터는 북쪽으로 1888.08km 떨어진 지점에 있다. 지리상으로는 그린란드의 최북단 지역인 피어리랜드의 북쪽 산지 해안가에 위치해 있다. 모리스재섭곶보다 북쪽의 지형은 북극해의 얼음으로 뒤덮여 있으며 심해 지형이 깊게 뻗어 있다. 모리스재섭곶을 기준으로 서쪽은 링컨해, 동쪽은 웬델해로 나뉜다.
1900년 로버트 피어리가 처음 도달했으며, 지구 상에서 가장 북쪽의 육지라고 생각했으나, 머지않아 이보다 더 북쪽에서 카페클루벤섬을 발견하게 되었다. 모리스재섭이라는 이름은 피어리의 탐험대를 지원한 미국의 자선가 모리스 케첨 재섭의 이름을 따랐다.
모리스재섭곶에는 덴마크 기상청이 운영하는 무인 관측소가 위치해 있다. 그린란드에 소재한 기상관측소 33곳 중 최북단에 자리한 곳이다. 해마다 덴마크 기상청의 기술진들이 방문하여 제어하며, 운영동력은 건물에 붙어 있는 태양광 발전시설로 얻는다. 북극의 긴 밤을 대비한 축전장치도 설치되어 있다. 세 시간마다 바람의 풍향과 속도, 기온, 습도, 기압 등을 측정하며, 기상 데이터는 위성을 통해 전달된다.

## 갤러리

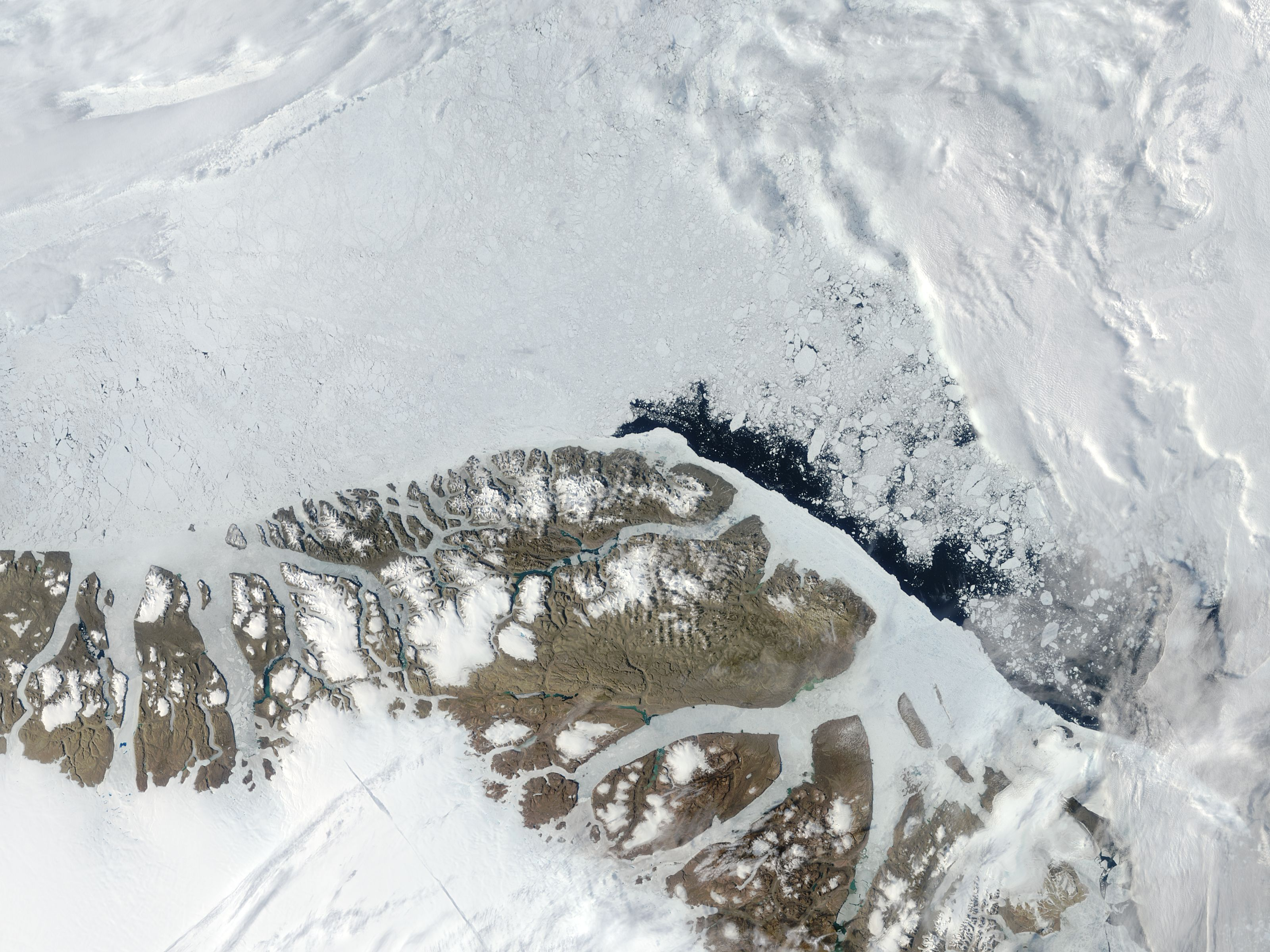
인공위성 사진
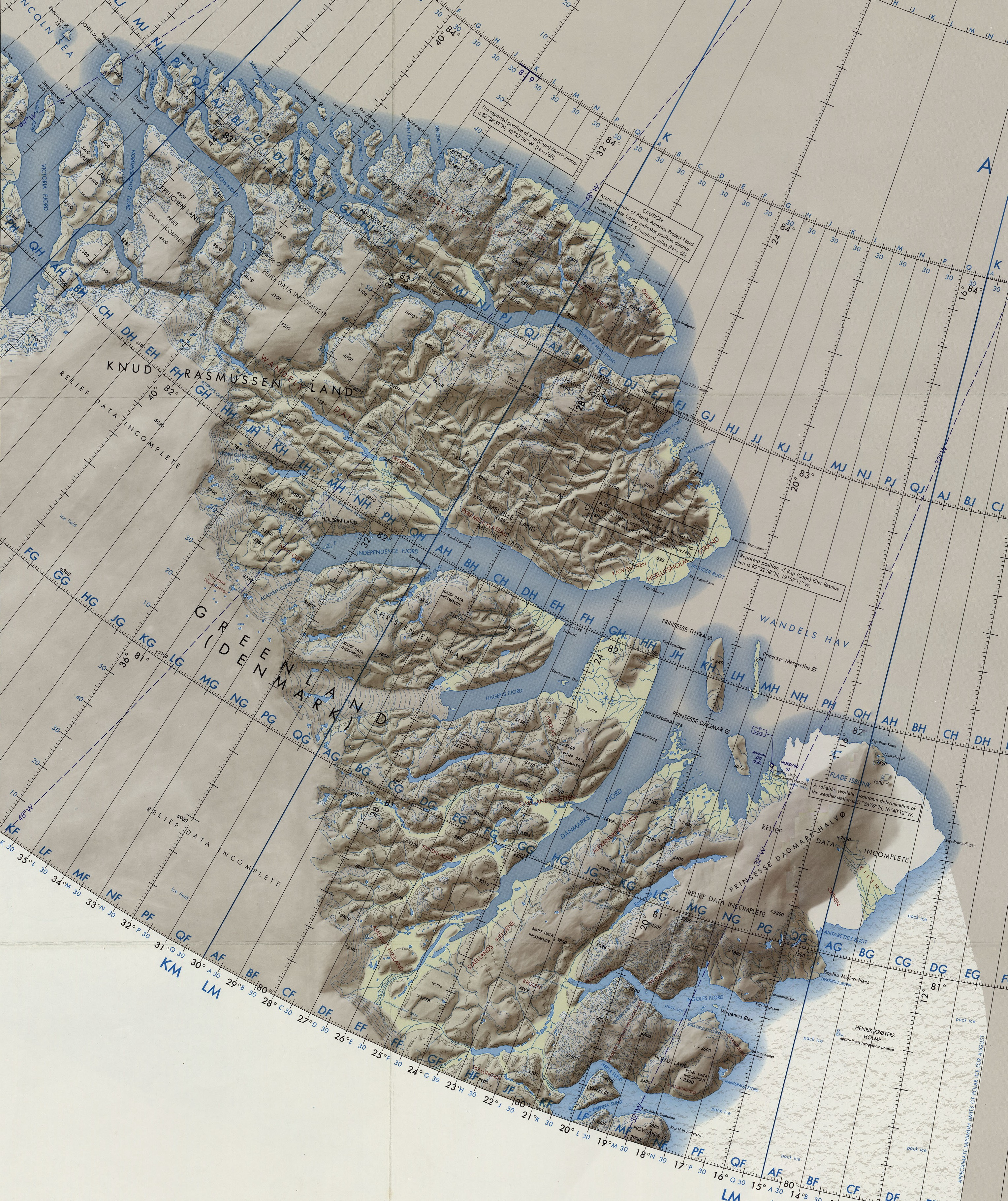
모리스재섭곶의 지도
그린란드의 극점